# 20
Cette page concerne l'année 20  du calendrier julien. Pour l'année 20 av. J.-C., voir 20 av. J.-C. Pour le nombre 20, voir 20 (nombre).
L'année 20 est une année bissextile qui commence un lundi.

## Événements
- Agrippine l'Aînée rentre à Rome avec les cendres de son mari Germanicus ; Pison, soupçonné de l'avoir empoisonné, est traduit devant le Sénat mais se suicide avant que soit prononcé un verdict[1].
- Le proconsul d'Afrique Lucius Apronius contraint le numide révolté Tacfarinas à se retirer dans le désert[1].
- Construction de l’Arc d’Orange pour commémorer les victoires de Germanicus, mort en 19.
- Nero Iulius Caesar, fils de Germanicus, épouse Julia, fille de Drusus[1].

## Naissances en 20
- Dioscoride, médecin et savant grec.

## Décès en 20
- Gnaeus Calpurnius Piso, homme politique des débuts de l'Empire romain.
- Marcus Verrius Flaccus, savant érudit, historien, philologue, poète, grammairien et maître d'école (grammaticus) romain, exerçant sous les règnes d'Auguste et de Tibère.
- Vipsania Agrippina, aussi nommée seulement Agrippina, fille de Marcus Vipsanius Agrippa et de Pomponia, petite-fille de Pomponius Atticus, et première épouse de Tibère.